# Acroporidae
Acroporidae es una familia de corales marinos que pertenecen al orden Scleractinia, de la clase Anthozoa. 
Cada cabeza de coral está formada por un colonia de pólipos genéticamente idénticos que secretan un esqueleto de carbonato de calcio, lo que los convierte en importantes constructores de arrecifes de coral, como los demás corales pétreos del orden Scleractinia. En este sentido, esta familia es la más grande e importante contribuidora a la formación de arrecifes en todo el mundo. Sólo los géneros Acropora y Montipora reúnen al menos un tercio del total de especies de corales hermatípicos, o constructores de arrecifes.
Su éxito en la propagación, se debe a que son corales altamente adaptables, oportunistas, de rápido crecimiento y de reproducción exitosa, tanto sexual como asexualmente.
La mayoría se distribuyen en las aguas tropicales y subtropicales del océano Pacífico, con tan sólo tres especies de Acropora, y de ningún otro género de la familia, en el océano Atlántico.

## Géneros
El Registro Mundial de Especies Marinas acepta los siguientes géneros en la familia:
- Acropora. Oken, 1815.
- Alveopora Blainville, 1830.
- Anacropora. Ridley, 1884.
- Astreopora. Blainville, 1830.
- Enigmopora. Reciente género con una única especie: Enigmopora darveliensis. Ditlev, 2003.[4]
- Isopora. Studer, 1878
- Montipora. Blainville, 1830.